# Трилогија 3: Амбасадори лоше воље
Трилогија 3: Амбасадори лоше воље је  мини-албум српског и југословенског рок бенда Рибља чорба.

## Опште информације
Албум је објављен 10. децембра 2006. године, а сниман је у студију „О” у Београду и трећи је ЕП бенда.
На изради албума учествовали су Бора Ђорђевић као вокал, Видоја Божиновић на гитари, Миша Алексић на бас гитари и као ко-продуцент, Вицко Милатовић на бубњевима и Никола Зорић на клавијатурама и као сниматељ. Албум је продуцирао Милан Поповић, а инжењер звука и мастер албума радио је Оливер Јовановић.
Песма „Презир” са овог мини-албума нашла се у филму Условна слобода.

## Листа песама
| №  | Назив        | Трајање |  |
| 1. | Све и свја   | 5:22    |  |
| 2. | Усрана мотка | 4:20    |  |
| 3. | Људи ко људи | 4:12    |  |
| 4. | Пад          | 4:25    |  |
| 5. | Презир       |         |  |